# Parodia comarapana
Parodia comarapana ist eine Pflanzenart aus der Gattung Parodia in der Familie der Kakteengewächse (Cactaceae). Das Artepitheton comarapana verweist auf das Vorkommen der Art bei Comarapa.

## Beschreibung
Parodia comarapana wächst meist einzeln tief im Boden eingesenkt. Die Triebe sind bis zu 5 Zentimeter und 8 Zentimeter im Durchmesser groß. Die 18 bis 20 Rippen sind in Höcker gegliedert. Die Areolen sind weiß. Die 18 bis 23 Randdornen sind dünn, gelb mit bräunlicher Spitze und 0,3 bis 2 Zentimeter lang. Die 3 bis 4 Mitteldornen sind kaum von den Randdornen zu unterscheiden.
Die Blüten erscheinen in Scheitelnähe. Sie sind orangegelb bis zu 2,5 Zentimeter lang und haben einen Durchmesser von 0,5 Zentimeter. Die Narbe ist orange. Die kugeligen Früchte sind grünlich weiß, an der Basis rosa gefärbt. Sie sind trocken und messen etwa 0,8 Zentimeter im Durchmesser. Sie enthalten schwärzlich braune Samen.

## Verbreitung, Systematik und Gefährdung
Parodia comarapana ist in Bolivien in den Departamentos Cochabamba und Santa Cruz bei Comarapa in Höhenlagen zwischen 1300 und 1900 Metern verbreitet.
Die Erstbeschreibung erfolgte 1951 durch Martín Cárdenas. Ein nomenklatorisches Synonym ist Boliviocactus comarapanus (Cárdenas) Doweld (2000).
In der Roten Liste gefährdeter Arten der IUCN wird die Art als „Least Concern (LC)“, d. h. als nicht gefährdet geführt.

## Nachweise